# Rittergut Ohorn

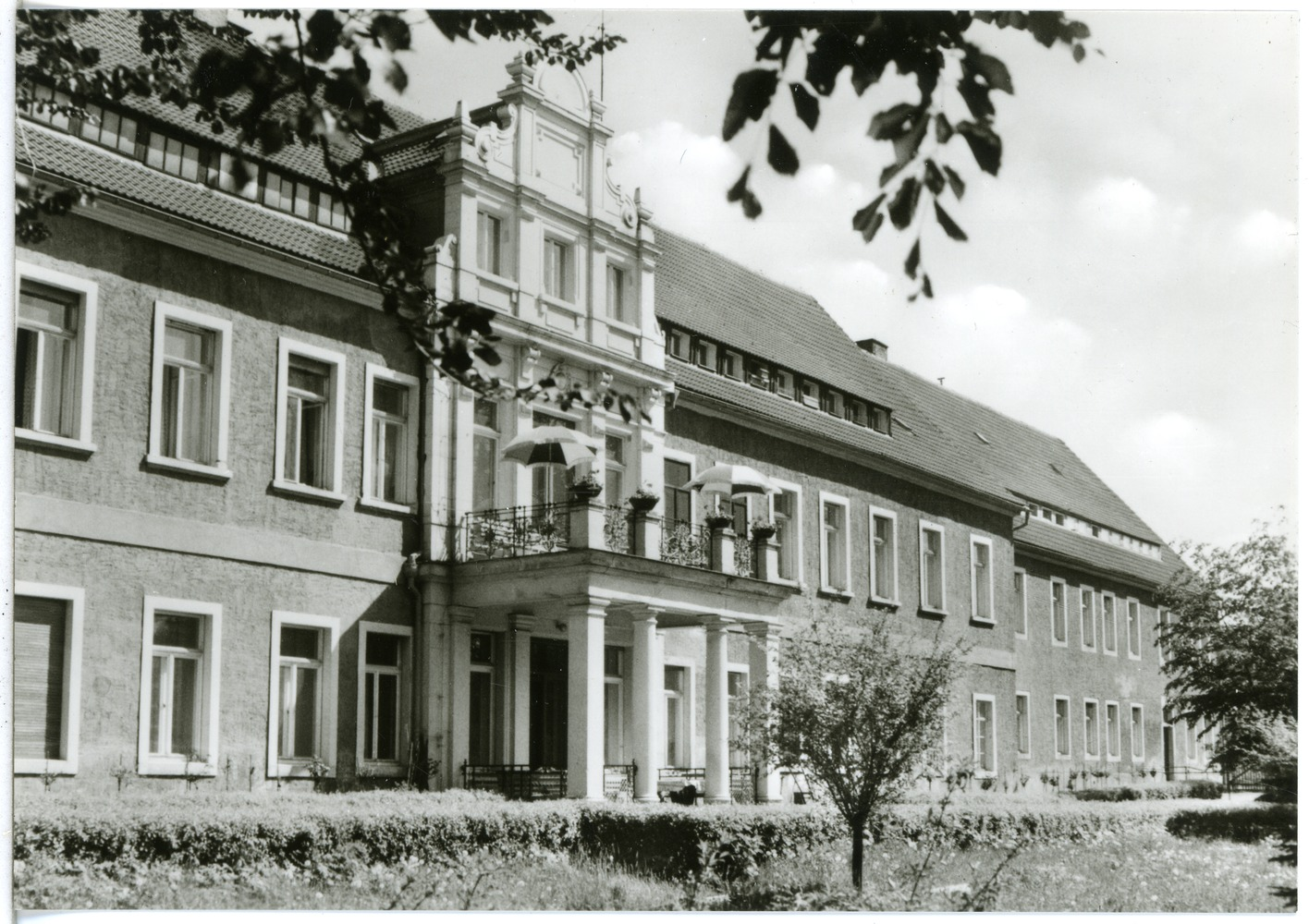
Pflegeheim Ohorn (1977)

Das Rittergut Ohorn ist ein, erstmals 1537 als Vorwerk Pulsnitzer Herrschaft erwähntes, Rittergut in Ohorn, Sachsen. Vom damaligen Gut sind heute lediglich das Herrenhaus, der Park im englischen Stil und umgebaute Stallungen erhalten. Im Haupthaus ist heute ein Seniorenheim untergebracht.

## Geschichte
Das Rittergut Ohorn war ein landtagsfähiges Rittergut. Sein Besitz berechtigte daher zur Teilnahme an dem Oberlausitzischen Landtag und später der Oberlausitzer Provinzialstände.
Nach dem Tod von Hans Wolf II von Schönberg und dessen Vetter Caspar von Schönberg wurde Hans Georg von Schönberg, der Sohn von Hans Wolf im Jahr 1642 mit dem halben Schloss Pulsnitz und mit dem Rittergut Ohorn belehnt. Er starb 1674 und hinterließ das Rittergut seiner Witwe Christine geborene von Friesen, die es 1680 an Gottlob von Werthern verkaufte. Dieser starb bereits 1682 und vererbte es seiner Schwester Justina Eleonora von Maxen. Die Kinder von Justina Eleonora und ihrem Ehemann Nikolaus von Maxen wurden beim Tod der Mutter 1707 gemeinsam mit dem Gut belehnt und einigten sich 1712 darauf, dass der jüngste Brider, Carl Maximilian von Maxen Alleineigentümer des Rittergutes Ohorn wurde. 1730 starb er und sein einziger Sohn Johann Nikolaus von Maxen war Alleinerbe. Am 29. Juli 1772 wurde der Meißnische Anteil am Rittergut allodifiziert, der Oberlausitzische Anteil am 30. Dezember 1774 gegen ein Entgelt von 600 Talern ebenfalls. Der Meißnische Anteil wurde 1766 durch die Tochter von Johann Nikolaus von Maxen, Charlotte Erdmuthe, der  Oberlausitzische Anteil 1774 von seinem Schwiegersohn Carl Wilhelm von Carlowitz erworben. 1785 kaufte Gottlieb Wilhelm von Bessler das Rittergut und verkaufte es 1812 an seine Tochter Clementine Constantia Gottliebe Gräfin zu Solms und Tecklenburg.
1828 kaufte Friedrich August Hempel es von ihr und vererbte es am 6. Oktober 1851 an seinen Sohn, den Regierungsrat Franz Guido Hempel aus Dresden. Der Wert betrug damals 110.000 Taler. Nach ihm ging der Besitz auf Georg Hempel über.
Bis Ende des Zweiten Weltkriegs und der Bodenreform 1945 befand sich das verpachtete Gut in Privatbesitz.

## Kulturdenkmal
Das Herrenhaus und der Gutspark des ehemaligen Rittergutes sowie das Fachwerkhaus im Park sind als Kulturdenkmal eingetragen.